# Horváth Richárd (labdarúgó)
Horváth Richárd Márk (Budapest, 1992. május 11. –) magyar labdarúgócsatár.

## Pályafutása
Az első mérkőzése a magyar labdarúgó bajnokság első osztályában 2012. szeptember 2-án volt, a Debreceni VSC elleni hazai mérkőzés volt.